# مدرسة سانت فلاديمير اللاهوتية الأرثوذكسية
مدرسة سانت فلاديمير اللاهوتية الأرثوذكسية (SVOTS) هي مدرسة دينية أرثوذكسية في كريستوود، يونكرس، نيويورك. على الرغم من أنها تقع تحت إمبراطورية مطران الكنيسة الأرثوذكسية في أمريكا، إلا أنها مؤسسة للأرثوذكس، توفر التعليم اللاهوتي للطلاب من مختلف الولايات القضائية الأرثوذكسية وفي جميع أنحاء العالم.

## التاريخ
تأسست مدرسة سانت فلاديمير في عام 1938 في مدينة نيويورك وسميت باسم القديس فلاديمير، الأمير الكبير لكييف. مُنِح المعهد ميثاقًا مؤقتًا من قبل مجلس حكام جامعة ولاية نيويورك في عام 1948 ودستورًا مطلقًا في عام 1953. بعد عدة سنوات في المساحات المستأجرة، انتقلت المدرسة إلى حرمها الحالي في عام 1961. 

## روابط خارجية
- الموقع الرسمي